# Station Villeneuve-Saint-Georges
Station Villeneuve-Saint-Georges is een spoorwegstation aan de spoorlijn Paris-Lyon - Marseille-Saint-Charles. Het ligt in de Franse gemeente Villeneuve-Saint-Georges in het departement Val-de-Marne (Île-de-France).

## Geschiedenis
Het station is op 12 augustus 1849 geopend.

## Ligging
Het station ligt op kilometerpunt 14,386 van de spoorlijn Paris-Lyon - Marseille-Saint-Charles. Ook is het station het beginpunt van de spoorlijn Villeneuve-Saint-Georges - Montargis.

## Diensten
Het station wordt aangedaan door verschillende treinen van de RER D:
- Tussen Goussainville/Villiers-le-Bel - Gonesse en Corbeil-Essonnes via Ris-Orangis
- Tussen Creil/Orry-la-Ville - Coye en Melun via Combs-la-Ville
- Tussen Châtelet - Les Halles en Malesherbes via Évry - Courcouronnes

## Vorige en volgende stations
| Richting                                     | Vorig station                | Lijn  | Volgend station    | Richting                                  |
| -------------------------------------------- | ---------------------------- | ----- | ------------------ | ----------------------------------------- |
| Goussainville D7 Villiers-le-Bel - GonesseD5 | Villeneuve - Triage          | RER D | Vigneux-sur-Seine  | Corbeil-Essonnes D6 (via Ris-Orangis)     |
| Creil D3 Orry-la-Ville - Coye D1             | Maisons-Alfort - Alfortville | RER D | Montgeron - Crosne | Melun D2 (via Combs-la-Ville - Quincy)    |
| Châtelet - Les Halles                        | Paris Gare de Lyon           | RER D | Vigneux-sur-Seine  | Malesherbes D4 (via Évry - Courcouronnes) |